# Aldama primera sección
Aldama primera sección es una localidad del municipio de Juárez ubicado en el noroeste del estado mexicano de Chiapas.

## Geografía
La localidad de Aldama primera sección se sitúa en las coordenadas geográficas 17°40′37″N 93°10′19″O / 17.676944, -93.171944, a una elevación de 41 metros sobre el nivel del mar.

## Demografía
Según el Conteo de Población y Vivienda 2005, efectuado por el Instituto Nacional de Estadística y Geografía, Aldama primera sección tenía 192 habitantes, en 2010 la población era de 185 habitantes, y para 2020 había 199 habitantes, de los cuales 95 son del sexo masculino y 104 del sexo femenino.
| Gráfica de evolución demográfica de Aldama 1.ª Sección entre 2005 y 2020 |
|                                                                          |
| INEGI.                                                                   |